# Atherimorpha setosiradiata
Atherimorpha setosiradiata är en tvåvingeart som först beskrevs av Lindner 1925.  Atherimorpha setosiradiata ingår i släktet Atherimorpha och familjen snäppflugor. Inga underarter finns listade i Catalogue of Life.